# 精巣脱出症
精巣脱出症（せいそうだっしゅつしょう）または睾丸脱臼（こうがんだっきゅう）、英: Testicular dislocation, Testicular luxation）は、正常に下降した精巣が外傷等により陰嚢外へ脱出した病態である。尿路性器外傷の3.1％と比較的稀な疾患である。鼠径部へ移動する場合や開放性損傷部から体外へ逸出する場合がある。診断が遅れると精巣の造精機能が失われるリスクが高まるため、速やかな診断が非常に重要である。
鼠径部へ移動した場合の治療ではまず用手的な整復を試みるが、疼痛が強い場合や不動である場合は観血的に整復し固定する。また陰嚢外傷により体外へ露出している場合には手術で精巣を還納し、閉創する。

## 分類
精巣脱出症は脱出部位より表在性、内在性、複合性脱出に分類される。
表在性
- 表在性鼠径部
- 表在性腹部
- 表在性陰茎部
- 表在性会陰部
- 表在性大腿部

内在性
- 鼠径管内
- 腹腔内
- 股管内

複合性
- 陰嚢外露出